# Conjuring Creek
Conjuring Creek är ett vattendrag i Kanada.   Det ligger i provinsen Alberta, i den centrala delen av landet, 2 900 km väster om huvudstaden Ottawa.
Omgivningarna runt Conjuring Creek är en mosaik av jordbruksmark och naturlig växtlighet. Runt Conjuring Creek är det tätbefolkat, med 383 invånare per kvadratkilometer.